# 上海中医药大学
上海中医药大学（英文名：Shanghai University of Traditional Chinese Medicine，缩写为SHUTCM），简称上中医，与上海市中医药研究院实施一个机构两块牌子，是中华人民共和国诞生后国家首批建立的四所中医药高等院校之一。前身是创办于1916年的上海中医专科学校，中华人民共和国建國後，1956年成立上海中医学院，1993年更现名。學校位於浦東張江高科技園區科研教育區內，佔地500餘畝，學生約9000餘人。
该校为上海市人民政府与中华人民共和国教育部、中华人民共和国国家卫生健康委员会、国家中医药管理局共建高校。

## 学院
- 基础医学院
  - 中医学5+3一体化
  - 中医学
  - 中西医临床医学
- 中药学院
  - 中药学
  - 药学（中英合作）
- 针灸推拿学院
  - 针灸推拿学
  - 生物医学工程
- 护理学院
  - 护理学
  - 护理（中英合作）
- 公共健康学院
  - 预防医学
  - 食品卫生与营养学
  - 公共事业管理
- 康复医学院
  - 康复治疗学
  - 听力与言语康复学
  - 康复物理治疗
  - 康复作业治疗
- 国际教育学院
- 继续教育学院
- 马克思主义学院
- 体育部
- 外语教学中心
- 教学实验中心

## 附属医院
目前有3所直属附属医院：
- 龙华医院 （页面存档备份，存于）
- 曙光医院
- 岳阳中西医结合医院

4所非直属附属医院：
- 普陀区中心医院
- 上海市中医医院
- 上海市第七人民医院
- 上海市中西医结合医院 （页面存档备份，存于）

## 学科
学校实行研究院与学校合署的管理体制，上海市中医药研究院是全国七大中医药研究中心之一。
学校现有国家重点学科4个：中医外科学、中药学、中医内科学及中医骨伤科学，国家重点学科（培育）2个：中医医史文献学、针灸推拿学。

## 图书馆
创立于1956年学校建校之初，馆藏文献总量90余万册。
中医古籍特藏是一大特色，收藏金元至民国年间的中医古籍达32000册，尤以特藏类中医古籍善本为特点，计1114部6200册，主要为明清刻本、日本刻本、抄校本，其中金、元、明刻本200余部，1500册，中医药抄本馆藏达千余种。